# الشواء الحلبي
شهاب الدين أبو المحاسن يوسف بن إسماعيل بن علي الحلبي المعروف بـالشَوَّاء الحلبي (1166 - 10 سبتمبر 1237) (562 - 19 محرم 635) شاعر شامي. أصله من الكوفة، لكنه ولد في حلب ونشأ فيها. لازم حلقة تاج الدين أبي القاسم الجبراني الحلبي، وكذلك عاشر تاج الدين أبو الفتح مسعود بن أبي الفضل النقاش الشاعر المشهور وتخرج عليه في عمل الشعر. وكان أديبًا متقنًا لعلوم الأدب واللغة، وشاعرًا مُكثرًا ولكن ديوانه ضائع. توفي عن عمر ناهز 71 عامًا.